# Grytsberg

Grytsberg är en by och ett säteri i Gryts socken. Gryts kyrka räknas som belägen på Grytsbergs ägor, men prästgården ligger dock i Odensberga söder om kyrkan där även den gamla folkskolan, ålderdomshemmet med mera uppförts. Ett antal moderna villor ligger dock inom Grytsbergs ägor.
Byn är sannolikt forntida, ett gravfält från yngre järnålder ligger vid gården. Mangårdsbyggnaden vid Grytsbergs säteris huvudbyggnad härstammar från 1700-talet. Det låg tidigare under Åkers styckebruk men donerades 1630 till G. G. Krail och innehades därefter av hans son Johan Krail. Under reduktionen drogs det in till kronan men donerades därefter på nytt till sonen Göran Krail. Genom byte tillföll Grytsberg landshövdingen Peter von Danckwardt.